# Leuconia johnstoni
Leuconia johnstoni är en svampdjursart som beskrevs av Carter 1871. Leuconia johnstoni ingår i släktet Leuconia och familjen Baeriidae. Inga underarter finns listade i Catalogue of Life.